# چارلی گوان
چارلی گوان (انگلیسی: Charlie Govan؛ زادهٔ ۱۲ ژانویهٔ ۱۹۴۳) بازیکن فوتبال است.
از باشگاه‌هایی که در آن بازی کرده‌است می‌توان به باشگاه فوتبال برنلی اشاره کرد.